# Donna Fargo
Donna Fargo, född 10 november 1945, är en amerikansk countrysångerska och låtskrivare. Hon hade under 1970-talet hitlåtar som "The Happiest Girl in the Whole USA" och "Funny Face".

## Diskografi (urval)
Studoalbum
- 1972 – The Happiest Girl in the Whole USA
- 1973 – My Second Album
- 1974 – All About a Feeling
- 1975 – Miss Donna Fargo
- 1975 – Whatever I Say Means I Love You
- 1976 – On the Move
- 1977 – Fargo Country
- 1977 – Shame on Me
- 1978 – Dark-Eyed Lady
- 1979 – Just For You
- 1980 – Fargo
- 1981 – Brotherly Love
- 1983 – Donna Fargo
- 1986 – Winners
- 1990 – Encore
- 1992 – Country Spotlight

Samlingsalbum
- 1977 – The Best of Donna Fargo
- 1995 – The Best of Donna Fargo
- 1997 – Best of Donna Fargo
- 2002 – 20th Century Masters: The Millennium Collection

Singlar (nummer 1 på Billboard Hot Country Songs)
- 1972 – "The Happiest Girl in the Whole U.S.A."
- 1972 – "Funny Face"
- 1972 – "Superman"
- 1973 – "You Were Always There"
- 1974 – "You Can't Be a Beacon If Your Light Don't Shine"
- 1977 – "That Was Yesterday"